# Conquest of Paradise
"Conquest of Paradise" é uma canção do compositor grego Vangelis, lançada em 1992 no filme homônimo. Fez muito sucesso em alguns países, e atualmente é o 50.º single mais vendido na Alemanha.
Vários artistas já regravaram-na, incluindo Blake, André Rieu, Free the Spirit, Vienna Symphonic Orchestra Project, John Williams e Boston Pops Orchestra (1996), Daylight (1997), Dana Winner (2002), The Ten Tenors (2004) e Rhydian (2009).

## Faixas
CD single
1. "Conquest of Paradise" — 4:47
2. "Moxica and the Horse" — 7:12

CD maxi
1. "Conquest of Paradise" — 4:49
2. "Moxica and the Horse" — 7:14
3. "Line Open" — 4:46
4. "Landscape" — 1:36

## Músicos
- Coral : Coral de Câmara Inglês
- Maestro do coral: Guy Protheroe
- Gravada e mixada por Philippe Colonna, no Epsilon Laboratory, em Paris

## Paradas e vendagem

### Paradas
| Parada (1992-1993)               | Melhor posição |
| -------------------------------- | -------------- |
| French SNEP Singles Chart        | 12             |
| UK Singles Chart                 | 33             |
| Parada (1994)                    | Melhor posição |
| German Singles Chart             | 1              |
| Parada (1995)                    | Melhor posição |
| Austrian Singles Chart           | 2              |
| Belgian (Flanders) Singles Chart | 1              |
| Belgian (Wallonia) Singles Chart | 5              |
| Dutch Singles Chart              | 1              |
| Swiss Singles Chart              | 1              |

| Parada de final de ano (1995)    | Posição |
| -------------------------------- | ------- |
| Austrian Singles Chart           | 4       |
| Belgian (Flanders) Singles Chart | 2       |
| Belgian (Wallonia) Singles Chart | 24      |
| Swiss Singles Chart              | 2       |

### Certificações
| País          | Certificação | Vendas certificadas |
| ------------- | ------------ | ------------------- |
| Áustria       | Ouro         | 15.000              |
| Alemanha      | Platina      | 600.000             |
| Países Baixos | Platina      | 60.000              |